# Цинцабадзе, Григорий Дмитриевич
Григорий Дмитриевич Цинцабадзе (груз. გრიგოლ დიმიტრის ძე ცინცაბაძე, 1879, Зомлети, Чохатаурский муниципалитет — 20 февраля 1938, Красноярск) — грузинский политик, член Учредительного собрания Грузии (1919—1921).

## Биография

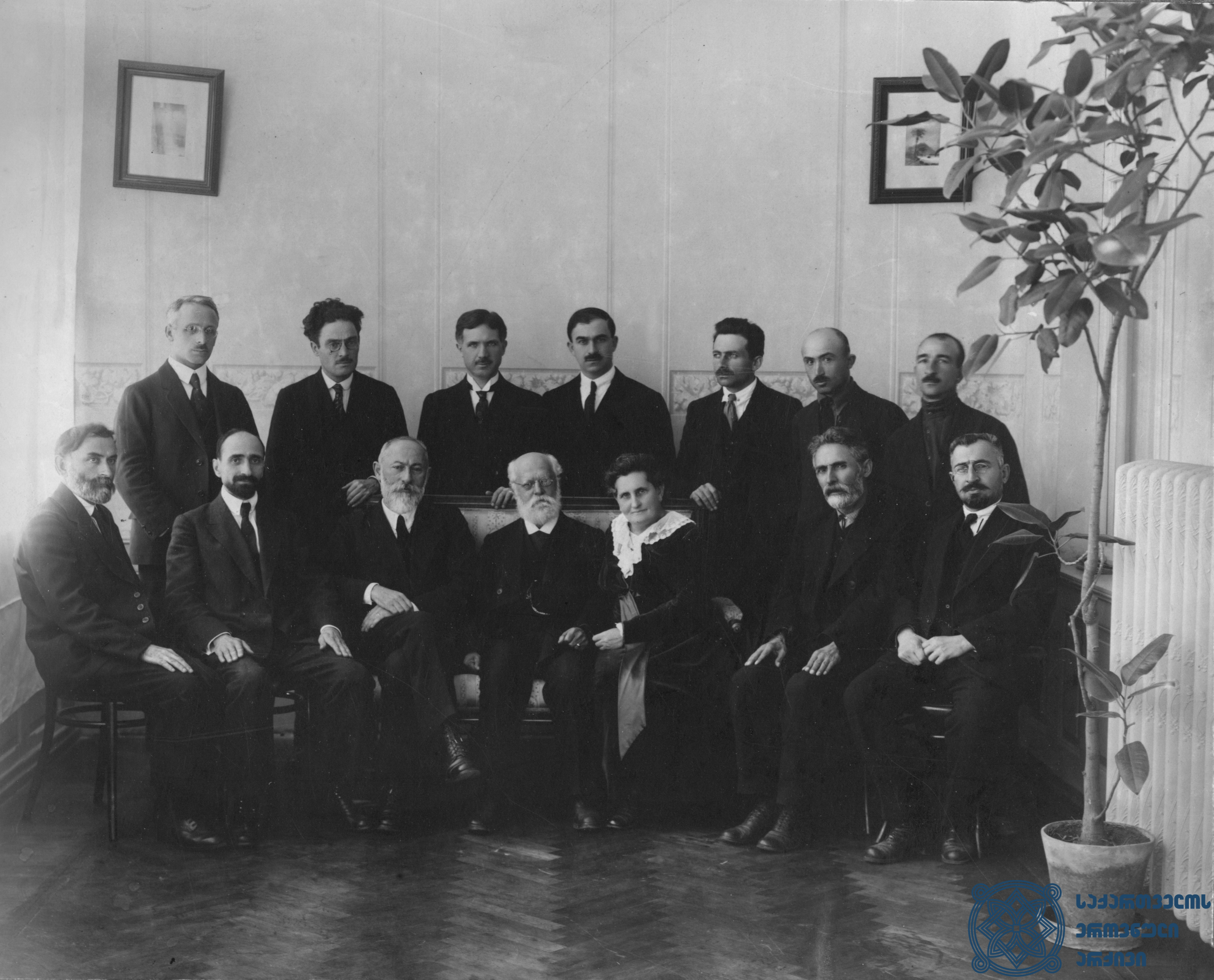
Карл Каутский с грузинскими социал-демократами, Тифлис, 1920.
1-й ряд, слева-направо: С. Девдариани, Н. Рамишвили, Н. Жордания, К. Каутский и его жена Луиза, С. Джибладзе, Р. Арсенидзе;
2-й ряд, слева-направо: секретарь Каутского Пауль Ольберг, В. Тевзая, К. Гварджаладзе, К. Сабахтарашвили, С. Тевзадзе, А. Урушадзе, Г. Цинцабадзе

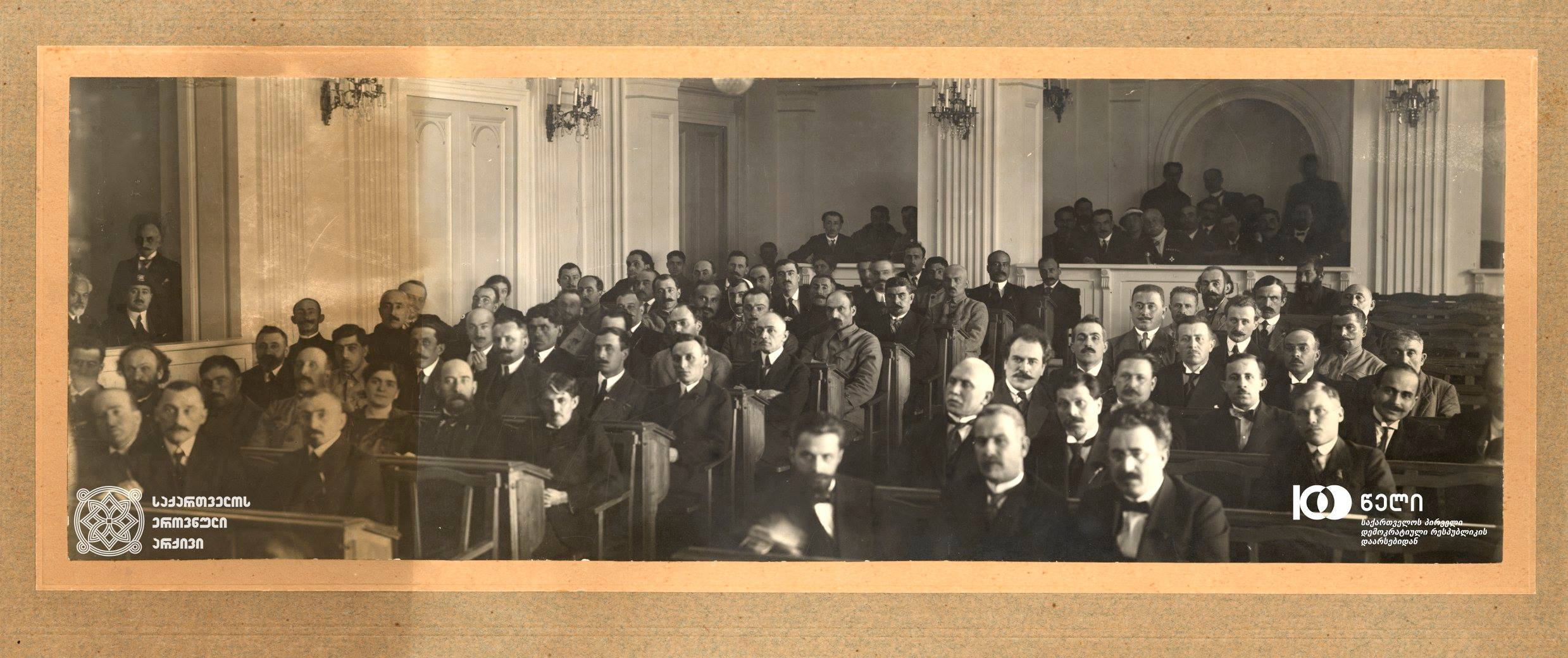
Учредительное собрание Грузии. Цинцабадзе, левая сторона

Григорий Цинцабадзе родился в крестьянской семье.
Работал в типографии в Тифлисе, был вовлечён в социал-демократическое движение, впоследствии примкнул к меньшевикам. Участвовал в нелегальных кружках. Впервые был арестован в 1899 году.
Принимал активное участие в революционном движении 1905 года в Тифлисе. Был арестован 13 октября 1908 года и приговорён к четырём годам лишения свободы, отбывал срок в Сибири, где в 1913 году был оставлен на вечное поселение. После революции 1917 года вернулся на родину.
Избирался членом Совета депутатов от тифлисских рабочих, был членом Центрального комитета социал-демократической рабочей партии Грузии. В 1918 году избран членом парламента Демократической Республики Грузия, 12 марта 1919 года — членом Учредительного собрания Грузии по списку социал-демократической партии Грузии; член Центральной избирательной комиссии.
После советизации Грузии в 1921 году остался стране, участник движения сопротивления. 1 августа 1922 года был снова арестован в доме Иосеба Каландадзе в Тифлисе вместе со своими товарищами по партии. 9 октября 1922 года выслан в Польшу в группе политзаключенных из 62 человек, но в мае 1924 года нелегально вернулся в Грузию.
В августе 1924 года он вместе с Авто Цуладзе возглавил восстановление подпольных антисоветских организаций. Арестован осенью 1924 года, осуждён летом 1925 года и приговорён к восьми годам тюрьмы.
После освобождения жил в Красноярске, где был арестован 22 февраля 1933 года и находился в тюрьме до 29 октября. Жил в городе Минусинск, определённых занятий не имел.
В 1934 году был поражён в гражданских правах. 13 февраля 1938 года осуждён «тройкой» и расстрелян 20 февраля.
Реабилитирован 22 сентября 1956 года Красноярским краевым судом.